# NGC 5924
NGC 5924 ist eine 14,6 mag helle Spiralgalaxie vom Hubble-Typ Sa im Sternbild Nördliche Krone und etwa 426 Millionen Lichtjahre von der Milchstraße entfernt.  
Sie wurde am 10. Juni 1882 von Édouard Stephan entdeckt.